# Life on a Rock
| Recensione | Giudizio |
| ---------- | -------- |
| AllMusic   |          |

Life on a Rock è il sedicesimo album discografico in studio del musicista country statunitense Kenny Chesney, pubblicato nel 2013.

## Tracce
1. Pirate Flag – 3:45
2. When I See This Bar – 6:02
3. Spread the Love (con The Wailers & Elán) – 4:16
4. Lindy – 3:49
5. Coconut Tree (feat. Willie Nelson) – 3:24
6. It's That Time of Day – 4:53
7. Life on a Rock – 2:53
8. Marley – 4:48
9. Must Be Something I Missed – 3:10
10. Happy on the Hey Now (A Song for Kristi) – 5:26

## Classifiche
| Classifica (2013) | Posizione raggiunta |
| ----------------- | ------------------- |
| Canada            | 4                   |
| Stati Uniti       | 1                   |